# 文理シナジー学会
文理シナジー学会（ぶんりシナジーがっかい、英文名 Institution for the Synergy of Arts and Sciences、略称 ISAS）は、文系と理系の知識を結合し、21世紀のパラダイムの構築と産業シーズの創成に向けて、1996年、高辻正基らによって設立された日本の学会である。

## 概要
マルチメディアの応用、地球環境問題、原子力発電、医療倫理などで、文科系と理科系の枠を超えた総合的な視点が必要であるという考え方から、両者を融合し、さまざまな研究分野の相乗（シナジー）効果で従来の枠を超えた成果を生み出すことを目指して1996年10月23日に発足した。高辻正基・東海大学教授（応用物理学）や養老孟司・北里大学教授（解剖学）、公文俊平・GLOCOM所長（社会システム論）など約20人が設立準備を進めた。
現在は、古典的な学問に加えて医学、バイオテクロノロジー、ナノテクノロジー、健康情報工学などの先端領域も学際的に統合し、各専門領域とその境界に止まらず、学際融合領域から発展する知識を体系化することから明らかとなる学術まで議論の対象としている。日本国内の学際融合とグローバルな学際融合活動を行っている。

## 事業
- 研究発表会・シンポジウム・講演会の開催、会誌の発行・出版、調査研究・コンサルタントの実施、研究会の設置など[1]。

## 学会誌
- 『文理シナジー』